# 普拉讷塔尔
普拉讷塔尔（德語：Planetal）是德国勃兰登堡州的一个市镇，隶属于波茨坦-米特尔马克县。总面积为42.76平方千米，截至2020年总人口为915人。